# Macrolasia arcula
Macrolasia arcula is een keversoort uit de familie lieveheersbeestjes (Coccinellidae). De wetenschappelijke naam van de soort is voor het eerst geldig gepubliceerd in 1903 door Weise.